# Język akcji
Język akcji – język dla określenia systemu stanów przejściowych, powszechnie używany do tworzenia formalnych modeli o skutkach działań na świecie. Języki akcji są powszechnie stosowane w sztucznej inteligencji i dziedzinach robotyki, w których opisują, jak akcje wpływają na stany systemu w czasie i co może być używane do automatycznego planowania. Najbardziej znanym językiem akcji jest PDDL.
Języki działania dzielą się na dwie klasy:
- Języki opisu akcji
- i języki akcji kwerendy.

Przykłady są m.in. języki STRIPS, PDDL, język A
(uogólnienie STRIPS), język B (rozszerzenie języka A, dodający efekt pośredni, rozróżniania prawa statyczne i dynamiczne) i język C (który również dodaje efekt pośredni, ale nie zakłada, że każda płynność jest automatycznie "inercyjna"). Istnieją również języki akcji kwerendy P, Q i R. Istnieje kilka różnych algorytmów do konwersji języków akcji - w szczególności języka akcji C, aby odpowiedzieć na określone programy. Od nowoczesnych odpowiadaczy wykorzystuje się boolean SAT - algorytmy do bardzo szybkiego ustalenia spełnialności. Oznacza to, że języki akcji mogą również korzystać z postępów osiągniętych w dziedzinie logicznej rozwiązywań SAT.
Formalna definicja

Wszystkie języki akcji uzupełniają definicję system stanów przejściowych ze zbioru F o płynności, V zestaw wartości, z które płynność może się brać i mapowanie funkcji S x F do V, gdzie S jest zbiorem stanów systemu przejściowego.